# 韋爾特蘭 (昆迪納馬卡省)

韋爾特蘭是哥倫比亞的城鎮，位於該國中部，由昆迪納馬卡省負責管轄，距離首府波哥大212公里，始建於1760年，面積211平方公里，海拔高度294米，2005年人口1,908。
4°48′N 74°45′W / 4.800°N 74.750°W